# Леонтий Антиохийский
Лео́нтий Антиохи́йский (ср.-греч. Λεόντιος Αντιοχείας; лат. Leontius Antiochenus, называемый Скопец; род. кон. III-нач. IV века; Фригия — ум. ок. 358) — сирийский богослов, архиепископ и митрополит Антиохийский между 345 и 350 годами или между 344 и 357 годами, в зависимости от источника. Был учеником мученика Лукиана Антиохийского (Филосторгий, Церковная история, Кн. II, 3; Кн. III, 15), одного из основателей Антиохийской школы экзегезы, субординационистская позиция которой дала начало учению Ария, а впоследствии рационалистическим учениям Феодора Мопсуестийского и Нестория

## Биография
Согласно Феодориту, Леонтий — монах родом из Фригии (Феодорит, Церковная история. ii. 10), занял архиепископскую кафедру Антиохии после низложения архиепископа Стефана (Феодорит, Церковная история. ii. 24). Однако, как отмечает Феодорит, предстоятельство Лукиана противоречило первому правилу Никейского собора 325 года, так как новый архиепископ был скопцом и оскопил он сам себя (Феодорит, Церковная история. ii. 24). О причинах самокастрации распускали слухи, что будучи монахом, он сожительствовал с молодой женщиной по имени Евстолия, но открытое сожительство с ней было ему запрещено и для того, что бы иметь возможность общаться с ней он и оскопил сам себя будучи уже пресвитером. От подозрений это впрочем его не избавило и он был низложен из сана пресвитера (Феодорит, Церковная история. ii. 24).
Так как в годы его правления Антиохийской Церковью клир состоял в основном из приверженцев ариевого вероучения, в то же время как народ придерживался никейского вероучения, в связи с этим церковные иерархи старались особо не высказывать свою христологическую позицию и открыто не заявляли о поддержек той или иной стороны, боясь как народного так и гнева императора Констанция II, поддерживавшего арианство. Однако Филосторгий отмечает, что из всех учеников Лукиана Антиохийского только Антоний, епископ Тарса Киликийского и Леонтий сохранили «чистоту и строгость веры» (Филосторгий, Церковная история, Кн. II, 15). Феодорит же отмечает умеренность и мягкость взглядов Леонтия (Феодорит, Церковная история. ii. 24). Леонтий как и клир старался открыто не высказывать свои убеждения, но свою приверженность арианской догматике всё же показывал действиями. Не оказывая покровительство последователям Никейского символа веры, не рукополагая священнослужителей — никейцев, он напротив всячески оказывал содействие арианам, возводя их в разные степени священства, в частности в 350 году Леонтий рукоположил в диаконы с правом проповедовать своего ученика Аэция Антиохийского, который учение Ария значительно развил, дав начало аномейству (Филосторгий, Церковная история, Кн. III, 15; Феодорит, Церковная история. ii. 24).
Рукоположение Аэция обличили, как акт вредный для церкви аскеты Флавиан и Диодор, они пригрозили архиепископу, что община омоусиан — никейцев прекратит евхаристическое общение с Антиохийской церковью, а также объявят христианскому миру о его действиях, обратившись на Запад империи. На Леонтия такая угроза оказала нужное действие и желая сохранить общение с православными, он запретил Аэцию священнодействовать, вместе с тем покровительствовать ему не прекратил (Феодорит, Церковная история. ii. 24), а также не запретил проповедовать среди народа. Филосторгий рассказывает, что впоследствии Леонтий спас Аэцию жизнь, опровергнув на суде у императора Галла ложные обвинения, выдвинутые против Аэция (Филосторгий, Церковная история, Кн. III 27).
Когда в Антиохию в 356 году прибыл низложенный и изгнанный из Александрии Афанасий Великий, он вступил в общение не с Леонтием и доминирующей партией, но с ортодоксальным меньшинством, называвшимся евстафианами, которые отказывались признать любого другого епископа пока свергнутый Евстафий был жив, и который служил в частных молельных домах (Созомен, Церковная история, III. 20). Престарелый Леонтий обвинил Афанасия в трусости и бегстве из собственной церкви (Сократ Схоластик, История церкви,II, 26). Насмешка глубоко уязвила Афанасия. Он написал свою апологию «Защитительное слово о бегстве своем» в ответ на неё, и всегда говорит с горечью о Леонтии, изредка отпуская оскорбительный эпитет ὁ ἀπόκοπος — «кастрированный, скопец» (Афанасий Великий, История ариан, I, 4). Именно Афанасий обвиняет Леонтия в преступных отношениях с Евстолией (Афанасий Великий, Защитительное слово о бегстве своем, 100.26).
Осуждение Леонтия от столь великого человека, как Афанасий безвозвратно подорвали образ Леонтия в оценках последующих авторов, так мягкость и умеренность архиепископа, Феодорит выдает за двуличность, называя его «человеком с умом коварным, опасным, как подводные камни», ставя Леонтия в один ряд с нечестивыми его предшественниками Стефаном и Флакитой (Феодорит, Церковная история. ii. 10).
Тем не менее, вероятно мягкость и умеренность Леонтия были не просто лицемерием, отмеченная Феодоритом его терпимость к оппонентам и осторожность в политике, в не меньшей степени свидетельствует о его благоразумности и порядочности.
Именно в годы его правления Флавиан и Диодор ввели антифонное пение в Антиохии, нашедшее поддержку в лице Леонтия; по его воле антифонное пение стали применять в антиохийских церквях, а вскоре этот обычай распространился по всей империи. По просьбе Леония, заботившийся не столько о христологических проблемах, сколько о сохранении мира в Антиохии, община никейцев вновь стала собираться в церквях, а не за городом на кладбищах, как делала это ещё недавно (Феодорит, Церковная история. ii. 24). Наряду с этим Леонтий известен, как строитель первой известной в восточной части Римской империи больницы, которая стала местом, где чужеземцы и переселенцы могли найти убежище; медицинское учреждение построено в году восхождения архиепископа на кафедру Антиохии (344 год), и было размещено в Дафне, пригороде Антиохии.
Скончался архиепископ в конце 357 или начале 358 года. Афанасий в 358 году в «Истории ариан», говорит о нём как ещё живом (Афанасий Великий, История ариан, 100, 28), но, видимо новости тогда ещё не достигли Афанасия. По смерти Леонтия Евдоксий, епископ Цезарии Германики с помощью сподвижников переводится в Антиохию и занимает там кафедру (Филосторгий, Церковная история, Кн. IV, 4).

## Сочинения
Из множества сочинений Леонтия не сохранилось практически ничего, за исключением небольшого фрагмента в «Молитве о страстях Вавилиных» (лат. Oratio in Passionem S. Babylae), который ссылается на авторитет Леонтия (цитируется в «Пасхальной хронике», в примечании описывающем Дециевы гонения), и в котором говорится, что император Филипп I Араб и его жена Марция Отацилия Севера были христиане.